# 太田耕造
太田 耕造（おおた こうぞう、1889年（明治22年）12月15日 - 1981年（昭和56年）11月26日）は、日本の弁護士・政治家・教育者。亜細亜大学の実質的創立者の一人。

## 経歴
旧二本松藩の豪商・勢州屋八代長左衛門より分家し、金融機関の相生社（あいおいしゃ）結社に参画した太田貞郎の4男として福島県で生まれる。日本基督一致教会福島教会（現、日本基督教団福島教会）で洗礼を受け、キリスト教青年運動に従事。牧師を志し上京、聖学院神学校に入学するが、法律家・政治家に進むことを決意。東京中学卒業時に高等学校受験に失敗し、明治大学法学部を経て、第四高等学校、東京帝国大学法学部英法科を卒業し弁護士となる一方、民族主義運動に傾注。平沼騏一郎の主宰する国本社に参加し、幹事を務めている。帝大在学中に七生社の前身である興国学生連盟を組織して国家主義運動に入り、平沼騏一郎からの信頼篤く、田辺治通、竹内賀久治と共に「平沼の三羽烏」と称され、五・一五事件、血盟団事件では弁護士を務めた。
1938年（昭和13年）法政大学教授に就任。1939年（昭和14年）1月平沼内閣発足に伴い首相秘書官に任命され、さらに同年4月には総理女房役の内閣書記官長に就任する。平沼内閣総辞職を目前に控えた同年8月28日、貴族院勅選議員に勅任され、院内会派・無所属倶楽部に所属して、公職追放で議員辞職する1945年（昭和20年）12月21日までこれを務めている。1941年（昭和16年）興亜専門学校設立の中心の一人に。1945年4月に発足した鈴木貫太郎内閣で文部大臣となる。
戦後、1945年（昭和20年）12月2日、連合国軍最高司令官総司令部は日本政府に対し太田を逮捕するよう命令（第三次逮捕者59名中の1人）。A級戦犯の容疑で巣鴨刑務所に勾留されたが、不起訴となり出所。その後は、興亜専門学校の後進である日本経済短期大学・亜細亜大学学長として教育に力を注ぐ。一時期福島テレビ会長にもなった。墓所は多磨霊園。

## 栄典
- 1940年（昭和15年）11月10日 - 紀元二千六百年祝典記念章[5]